# Them Dirty Blues
Them Dirty Blues è il 14° album di Cannonball Adderley, pubblicato dalla Riverside Records nel 1960.

## Tracce
Lato A
1. Work Song – 5:04 (Nat Adderley)
2. Dat Dere – 5:27 (Bobby Timmons)
3. Easy Living – 4:19 (Leo Robin, Ralph Rainger)
4. Del Sasser – 4:38 (Sam Jones)

Durata totale: 19:28
Lato B
1. Jeannine – 7:15 (Duke Pearson)
2. Soon – 5:32 (George Gershwin, Ira Gershwin)
3. Them Dirty Blues – 7:10 (Julian Cannonball Adderley)

Durata totale: 19:57

## Musicisti
The Cannonball Adderley Quintet
- Julian Cannonball Adderley - sassofono alto
- Nat Adderley - cornetta
- Barry Harris - pianoforte (A1, A3, B1 e B4)
- Sam Jones - contrabbasso
- Louis Hayes - batteria

- Bobby Timmons - pianoforte (A2, A4 e B2)